# Пассери, Марчелло
Марчелло Пассери, также Пассари (итал. Marcello Passeri; 7 июня 1768, Ариано-Ирпино, Неаполитанское королевство — 25 сентября 1741, Рим, Папская область) — итальянский куриальный кардинал и доктор обоих прав. Титулярный архиепископ Назианза с 5 марта 1731 по 28 сентября 1733. Кардинал-священник с 28 сентября 1733, с титулом церкви Санта-Мария-ин-Арачели со 2 декабря 1733 по 25 сентября 1741.